# Gaz Darreh
Gaz Darreh (persiska: گز دره) är en ort i Iran.   Den ligger i provinsen Västazarbaijan, i den nordvästra delen av landet, 400 km väster om huvudstaden Teheran. Gaz Darreh ligger 1 957 meter över havet och antalet invånare är 590.
Terrängen runt Gaz Darreh är kuperad åt nordväst, men åt sydost är den platt. Runt Gaz Darreh är det ganska glesbefolkat, med 27 invånare per kvadratkilometer. Närmaste större samhälle är Takāb, 11,2 km norr om Gaz Darreh. Trakten runt Gaz Darreh består i huvudsak av gräsmarker.